# Gamma2 Normae
Gamma² Normae (γ² Nor) – najjaśniejsza gwiazda w gwiazdozbiorze Węgielnicy, odległa o około 129 lat świetlnych od Słońca.

## Charakterystyka
Gamma² Normae to żółty olbrzym należący do typu widmowego G8. Emituje 45 razy więcej promieniowania niż Słońce, ma temperaturę 4735 K, nieco niższą niż temperatura fotosfery Słońca. Gwiazda ma 10 razy większy promień i 2–2,5 razy większą masę niż Słońce. Jeśli w jej jądrze trwa już synteza helu w węgiel i tlen, mniejsza wartość masy jest poprawna; jeżeli ten proces jeszcze się nie rozpoczął, masa jest większa. W pierwszym przypadku gwiazda ma 1,4 miliarda lat, w drugim tylko 600 milionów lat.
Gamma² Normae to gwiazda pojedyncza, jednak na niebie sąsiadują z nią inne gwiazdy. Odległa o pół stopnia Gamma¹ Normae jest nadolbrzymem leżącym ponad dziesięciokrotnie dalej od Słońca niż Gamma². Teleskopowo zaobserwowany został optyczny towarzysz olbrzyma, gwiazda o wielkości 10,49m, odległa o 49,1 sekundy kątowej od jasnego składnika (pomiar z 2013 r.). Gwiazdy te nie są jednak związane, w 1891 roku dzieliło je 35″, a w 1834 roku tylko 25″, co świadczy, że mijają się w przestrzeni.